# Ammotrypane bimensis
Ammotrypane bimensis är en ringmaskart som beskrevs av Maurice Caullery 1944. Ammotrypane bimensis ingår i släktet Ammotrypane och familjen Opheliidae. Inga underarter finns listade i Catalogue of Life.